# ルアン・ギリェルメ・デ・ジェズス・ヴィエイラ
ルアン・ギリェルメ・デ・ジェズス・ヴィエイラ（Luan Guilherme de Jesus Vieira、1993年3月27日 - ）は、ブラジル・サンパウロ州・サン・ジョゼー・ド・リオ・プレト出身のサッカー選手。SCコリンチャンス・パウリスタ所属。ブラジル代表。ポジションはFW。

## 経歴

### クラブ
地元であるサン・ジョゼー・ド・リオ・プレトに本拠地を置くアメリカFCでキャリアをスタート。2013年にグレミオFBPAの下部組織へ加入し、2014年1月19日のECサン・ジョゼ戦でプロデビューを果たした。2015シーズンにはセリエAで32試合10得点を記録した。
2019年12月14日、SCコリンチャンス・パウリスタに4年契約で移籍することが発表された。

### 代表
世代別代表に選出され、母国開催となったリオデジャネイロオリンピックではU-23ブラジル代表の一員としてプレーし金メダル獲得に貢献した。
2017年1月26日に行われたコロンビアとの親善試合で途中出場しブラジルA代表デビューを飾った。

## プレースタイル
スピードを持ち味とするフォワード。得点能力だけでなく、2列目からの飛び出し促すこともできる。

## タイトル

### 代表
U-23ブラジル代表
- オリンピック 金メダル ： 2016

### 個人
- 南米年間最優秀選手賞 ： 2017